# Moncalieri
Moncalieri (en français : Moncalier) est une ville et commune italienne de la ville métropolitaine de Turin, dans le Piémont.

## Géographie

### Situation
La ville de Moncalieri est située au sud de celle de Turin et traversée par le 45e parallèle. Son territoire de 47 km2 s'étend pour partie sur la plaine du Pô à l'ouest et est arrosé également par ses affluents que sont le Sangone et la Chisola. À l'est, les autres quartiers de Moncalieri s'étagent sur une zone de collines.

### Communes limitrophes
|                   | Turin      | Pecetto Torinese        |
| Nichelino         | Moncaliéri | Trofarello              |
| La Loggia, Vinovo | Carignano  | Cambiano, Villastellone |

## Toponymie
Le nom, qui provient du latin Mons Calerius ou Mons Calerii, se dit Moncalé en piémontais et Montiscalier ou Moncallier en français.

## Histoire

### Moyen Âge
Selon la Chronique de Savoye, datant du XIVe siècle, il semble que la construction d'un fortin au-dessus de Moncalieri et de la plaine du Pô, le futur château de la ville, soit à l'initiative du comte Thomas Ier de Savoie.
Bernard II de Bade, en voyage vers Rome, tombe malade à Moncalieri en juillet 1458. Il est installé au couvent des franciscains où il meurt le 25 juillet[réf. nécessaire]. Sa fête est cependant fixée au 15 juillet.

### Renaissance

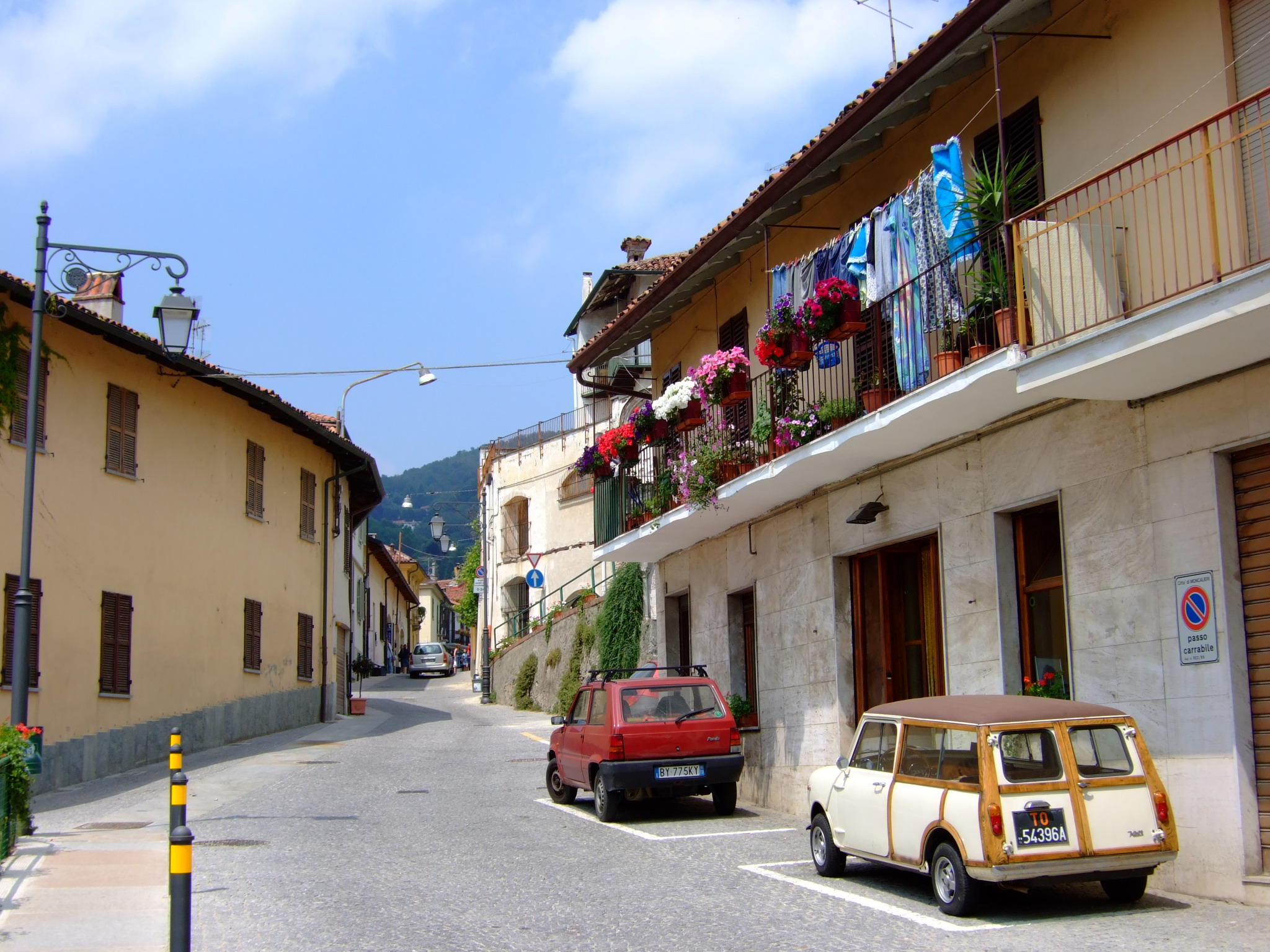
Le village de Revigliasco (hameau).

Dans sa dixième-huitième année, le prince Henri, fils du roi de France François Ier rejoint les armées françaises au Piémont, commande l'avant-garde et collabore à la prise de Moncalieri le 23 octobre 1537. Il y rencontre et a une aventure avec Filippa Duci dont naît son premier enfant, Diane de France. 

### Époque moderne
Victor-Amédée II qui a abdiqué en faveur de son fils le 3 septembre 1730, se retire au château de Chambéry. Il regrette et tente de reprendre la couronne ; son fils Charles-Emmanuel III en 1731, l'assigne à résidence au château de Moncalieri. Il y meurt en 1732.
En 1849, le nouveau roi de Sardaigne, Victor-Emmanuel II émet deux proclamations depuis le château de la ville.
La princesse Marie-Clotilde de Savoie, fille aînée du roi Victor-Emmanuel II d'Italie, est mariée en 1859 au prince Napoléon-Jérôme Bonaparte, cousin de l'empereur des Français Napoléon III. En 1870, à la chute de l'Empire, elle se réfugie dans son pays natal et meurt en 1911 à Moncalieri.
Le 18 mai 1895, Moncalieri est le lieu où est donné le départ de la première course automobile de l'histoire italienne, Turin-Asti-Turin.

## Politique et administration
| Période                                  | Période  | Identité        | Étiquette     | Qualité |
| ---------------------------------------- | -------- | --------------- | ------------- | ------- |
| 2002                                     | 2010     | Lorenzo Bonardi | Centre-gauche |         |
| 2010                                     | 2015     | Roberta Meo     | PD            |         |
| 2015                                     | En cours | Paolo Montagna  | PD            |         |
| Les données manquantes sont à compléter. |          |                 |               |         |

## Population et société

### Jumelages
- Baden-Baden (Allemagne) ;
- Argyroúpoli (Crète) (Grèce).

## Culture et patrimoine

### Monuments
- Le château de Moncalieri, qui date pour l'essentiel du XVIIe siècle, s'élève au sommet d'une colline dominant la ville.
- Église Notre-Dame.

### Bibliothèque
- La Bibliothèque européenne de culture Victor Del Litto appartient au réseau national SBN.

### Centre de recherches
- C.I.R.V.I. (Centre inter-universitaire de recherches sur le voyage en Italie).